# 梅察莫尔核电站
梅察莫尔核电站，一译美特萨默核电站，是南高加索亚美尼亚位于首都埃里温以西36公里处梅察莫尔的一家核电站，建有两座水-水高能反应堆，总装机容量为815MW，1988年亚美尼亚大地震后核电站一度关闭，1995年重新开启了其中一个反应堆，截止2015年提供了亚美尼亚40%的用电。
1994年，俄罗斯不顾阿塞拜疆反对，承诺为亚美尼亚提供1100亿卢布的贷款，其中600亿用于恢复被地震破坏的梅察莫尔核电站。
2021年，亚美尼亚电力的39%均为梅察莫尔核电厂供应。2023年年底，俄罗斯国家原子能公司与亚美尼亚签署协议，将梅察莫尔核电站的寿期延长，首次延寿期至2026年9月，计划延寿至2036年。